# Meridian (medycyna chińska)
Ten artykuł opisuje teorie, metody lub czynności niezgodne ze współczesną wiedzą medyczną.

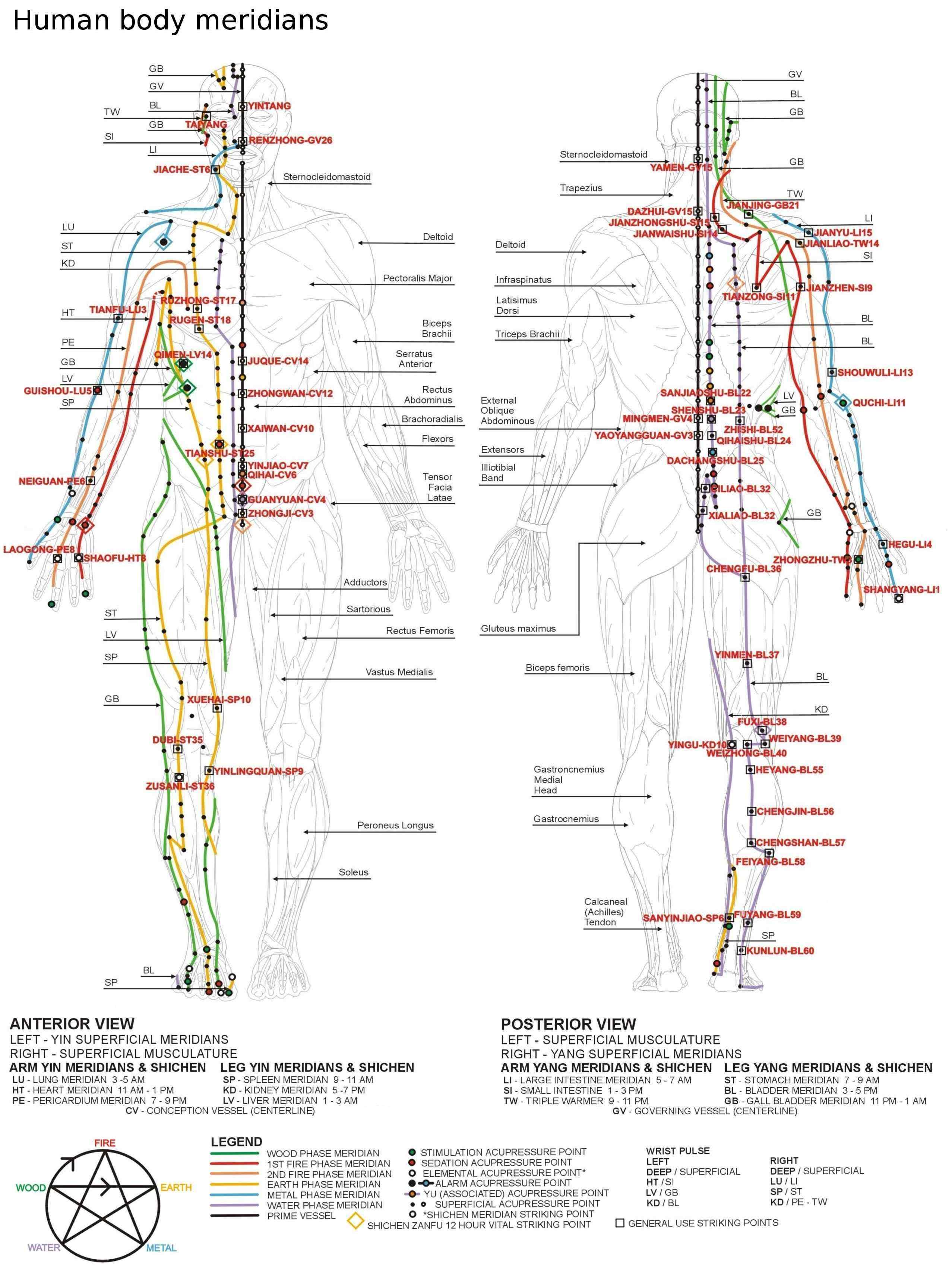
System meridianów

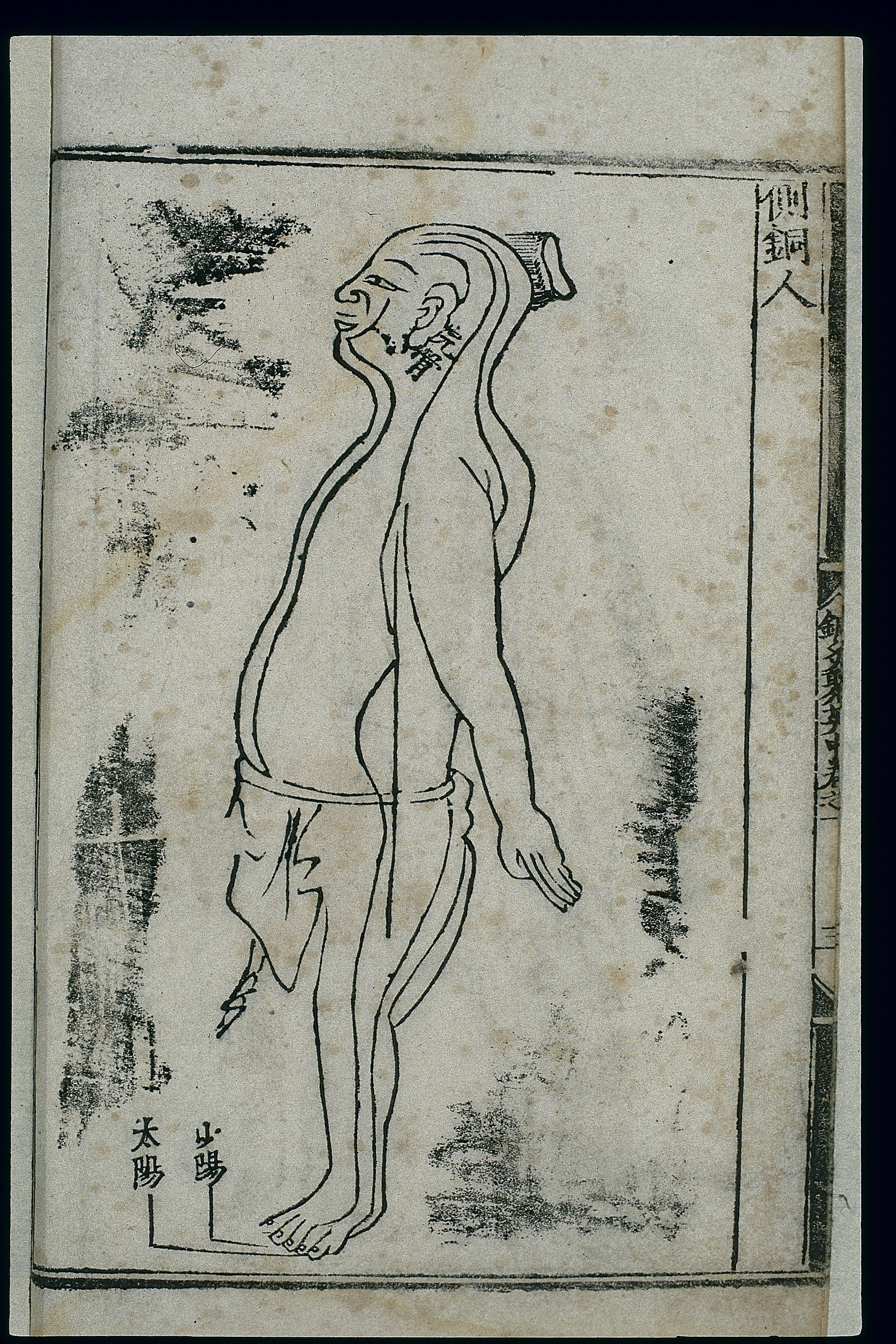
Przebieg dwóch meridianów według chińskiego dzieła z XVI w.

Meridian (chiń. upr. 经络; chiń. trad. 經絡; pinyin jīngluò) – pojęcie z zakresu tradycyjnej medycyny chińskiej opisujące linię łączącą punkty akupunkturowe, a mające się odnosić do drogi (kanału), którą przemieszcza się energia qi, używane jako teoretyczna podstawa akupunktury, termopunktury itp. Istnienie meridianów nie zostało potwierdzone naukowo, ani nie zaproponowano spójnej teorii, która miałaby wyjaśniać ich istnienie.
Używane w językach europejskich określenie „meridian” pochodzi od błędnej analogii – słowo jing oznacza też długość geograficzną, stąd „meridian” (południk).
Koncepcja takich kanałów energetycznych była opisana już w Huangdi neijing z II w. p.n.e., które to dzieło klasyfikowało choroby w sześć podstawowych grup, w zależności od ich związku z sześcioma drogami (jing), którymi qi miało się przemieszczać w ciele. Trzy z tych kanałów miało być związanych z aspektem yang, a trzy - z yin (praktycy akupunktury mówią zazwyczaj o dwunastu kanałach, sześciu głównych i sześciu pomocniczych). Kanon medycyny opisuje punkty akupunkturowe, natomiast późniejsi akupunkturzyści stworzyli całą koncepcyjną mapę łączącą te punkty siecią niewidzialnych na powierzchni ciała kanałów. Koncepcja ta, wywodząca się prawdopodobnie z czasów wcześniejszej dynastii Han, była analogiczna do koncepcji krążenia wody w przyrodzie, a także - przez uznanie, że mikrokosmos ludzkiego ciała jest odbiciem porządku w makrokosmosie Wszechświata, do analogii między człowiekiem a państwem (jako że porządek w państwie także miał odwzorowywać porządek kosmiczny).
Meridiany łączą mniejsze i większe rezerwuary qi, związane z narządami wewnętrznymi, takimi jak wątroba, nerki czy pęcherzyk żółciowy. W koncepcji tej nie chodziło jednak o realne narządy wewnętrzne, lecz sieć procesów, w których sześć „składów” i sześć „pałaców” przetwarzało krew, qi i inne substancje wewnątrz organizmu. Koncepcja meridianów oraz ich mapy nie były wywiedzione z badań anatomicznych (konfucjańska moralność zakazywała sekcji jako naruszającej nietykalność ciała ludzkiego). Nie ma korelacji między meridianami a rzeczywistymi strukturami anatomicznymi; o ile punkty akupunkturowe mają pewne potwierdzenie empiryczne, o tyle łączenie ich siecią kanałów jest wynikiem spekulacji.
Wedle medycyny chińskiej lekarz może wyczuć przepływ qi w meridianach, dotykając go palcami (na wzór badania pulsu), dla celów diagnostycznych. Lekarze stosowali nakłuwanie lub nacinanie dla  upuszczenia krwi i qi krążących w ciele, a także przygrzewanie i przyżeganie punktów leżących wzdłuż kanałów dla celów terapeutycznych.